# Jüdischer Friedhof (Mělník)
Koordinaten: 50° 21′ 34,7″ N, 14° 29′ 8,4″ O

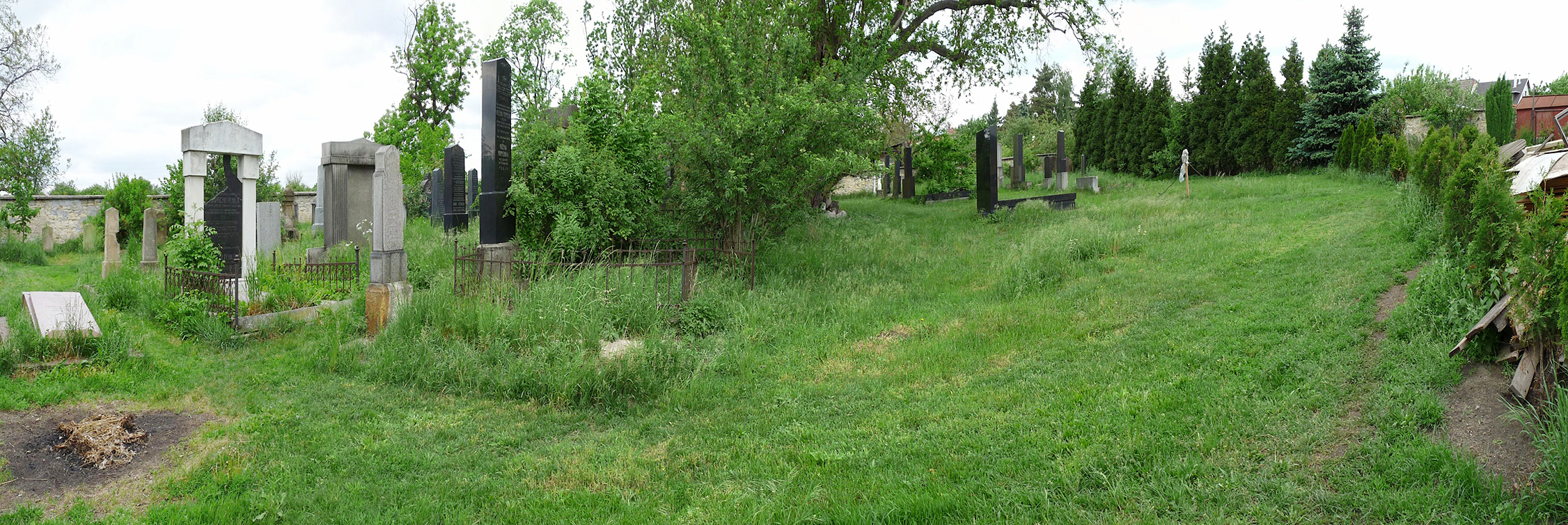
Jüdischer Friedhof in Mělník

Der Jüdische Friedhof in Mělník (deutsch Melnik), einer tschechischen Stadt im Okres Mělník in der Mittelböhmischen Region, wurde 1878 angelegt. Der jüdische Friedhof in der Dobrovský-Straße ist ein geschütztes Kulturdenkmal.  
Auf dem Friedhof sind heute noch 21 Grabsteine erhalten.